# Emponzoñamiento micrúrico
El emponzoñamiento micrúrico es el envenenamiento ocasionado por la mordedura de la serpiente de coral, de la familia Elapidae. Este tipo de emponzoñamiento representa un problema médico poco común en diferentes regiones del continente americano, siendo la tercera causa más frecuente de las mordeduras que se registran en la región, aunque muy por debajo de la frecuencia del emponzoñamiento bothrópico y el emponzoñamiento crotálico.

## Cuadro clínico
El emponzoñamiento se caracteriza por escasas patologías del tejido que rodea la zona de la mordedura y debido a la naturaleza neurotóxica, cardiotóxica y hemolítica de la toxina, este tipo de emponzoñamiento causa en el lesionado una herida pequeña que se acompaña con dolor leve de poca duración, adormecimiento de la lengua y de la zona afectada, ptosis palpebral, visión borrosa, dificultad para tragar, salivación, asfixia mecánica por parálisis de los músculos intercostales y diafragma. No suelen aparecer hemorragias.
En ocasiones, las mordeduras de serpiente coral pueden ser inicialmente indoloras y es posible que los síntomas mayores no se presenten durante horas, por lo que es un error frecuente pensar que se va estar bien por razón de que el área de la mordedura luce bien y no duele mucho. Las mordeduras de estas serpientes que no reciben tratamiento pueden ser mortales.

## Patogenia
La ponzoña de las serpientes de coral se deposita en el tejido subcutáneo, se distribuye vía linfática y hemática hasta llegar a las uniones neuromusculares. Está compuesto principalmente por neurotoxinas, las cuales son de naturaleza polipeptídica con gran afinidad por los receptores post-sinápticos de la acetilcolina, bloqueando la acción neuromuscular y causando como consecuencia una parálisis fláccida no despolarizante. El veneno también tiene fosfolipasa A2 de carácter miotóxico.
Se ha observado que los accidentes en la cabeza y en el tronco tienden a ser más serios. Los niños suelen complicarse con mayor frecuencia, ya que su reducido volumen de distribución hace que el veneno actúe con mayor rapidez a nivel sistémico.